# Das Fräulein (2006)
Das Fräulein ist ein im Jahr 2006 erschienener Spielfilm der Schweizer Regisseurin Andrea Štaka. Der Film über drei aus dem ehemaligen Jugoslawien stammende Frauen, die in der Schweiz leben, gewann im selben Jahr den Goldenen Leoparden des Locarno Film Festivals.
Der Film ist eine Produktion des Zürcher Unternehmens Dschoint Ventschr unter Susan Rüdlinger und Samir, in Zusammenarbeit mit Quinte Film aus Deutschland, dem Schweizer Fernsehen und dem ZDF. In den Hauptrollen spielen Mirjana Karanović, Marija Škaričić und Ljubica Jović.

## Handlung
Die fünfzigjährige Ruža aus Serbien leitet eine gutgehende Betriebskantine in Zürich, die sechzigjährige Mila aus Kroatien ist ihre Angestellte.
Eines Tages trifft die junge Bosnierin Ana in Zürich ein. Ratlos irrt sie durch die Stadt und weiß noch nicht, wo sie die Nacht verbringen soll. Obwohl sie selber kaum Geld in der Tasche hat, gibt sie freimütig bettelnden Jugendlichen ab und teilt auch ihre letzten Zigaretten mit ihnen. So schließt sie sich einem jungen Pärchen an und erzählt von ihren Kriegserlebnissen in Bosnien. Sie verbringt die Nacht bei ihnen und sucht am nächsten Morgen eine Möglichkeit zu Frühstücken. So gelangt sie in Ružas Kantine und bemerkt, dass sich Mila gerade verletzt hat. Hilfsbereit versorgt sie die Wunde an der Hand und springt bereitwillig für sie ein. Ruža gefällt die Tüchtigkeit von Ana und sie bietet ihr eine Stelle in der Kantine an. Verwirrt lehnt die junge Frau zunächst ab, besinnt sich aber anders. Am nächsten Tag erscheint sie, wie selbstverständlich und stürzt sich an die Arbeit. Ruža gefällt jedoch nicht, dass sie sich so viel mit den Kantinengästen unterhält, dabei will Ana nur höflich sein.
Die lebenshungrige Frau bringt das Leben der beiden Älteren gehörig durcheinander. Obwohl Ruža stets abweisend und kühl erscheint, richtet Ana ihr eine kleine Geburtstagsfeier aus. Sie besorgt eine CD-Player und tanzt ausgelassen, sodass es am Ende auch Mila und Ruža gelingt ihren Alltagskummer für einen Abend zu vergessen und sich amüsieren. Ana verbringt mit einem der jungen Gäste die Nacht und auch Ruža wacht am nächsten Morgen mit einem Mann im Bett auf. Darüber ist sie verwirrt und will sich ein privates Glück nicht eingestehen.
Ana hat niemandem erzählt, dass sie wahrscheinlich unheilbar krank ist. Sie hat Leukämie und da sie keine nahen Verwandten mehr besitzt, hat sie auch keine Hoffnung auf eine Knochenmarkspende. In der Apotheke gibt man ihr ohne Rezept keine Medikamente, doch sie scheut sich zum Arzt zu gehen, denn sie weiß, dass dieser sie nur ins Krankenhaus schicken würde. Sie will aber lieber ihr kurzes Leben genießen. Auch in der Kantine will sie nicht länger bleiben und weiterziehen, aber Ruža möchte sie ungern gehen lassen. Als Ana am Monatsende ihren Lohn von ihr bekommt, will sie davon gern in die Berge fahren. Kurzerhand begleitet sie Ruža und so allein miteinander sprechen sie viel über Persönliches. Ruža ist schon fast 25 Jahre in der Schweiz und hat ihre Heimat verlassen, als die noch Jugoslawien hieß. Ihr Freund wollte nachkommen, aber er tat es nicht, daher ist sie allein geblieben. Ausgelassen bewerfen sich die beiden mit Schnee und Ruža kann sogar lachen. Am Ende des Tages will sie von Ana wissen, wo sie denn wohne und bemerkt, dass diese eigentlich obdachlos ist. Damit sie die Nacht nicht irgendwo verbringen muss, gibt sie ihr ihren Kantinenschlüssel, was Ana tatsächlich für die Übernachtung nutzt. Als Mila das am nächsten Morgen bemerkt, ist sie zunächst verärgert. Sie hatte immer Angst vor Ruža, doch eigentlich ist ihr Verhältnis zueinander viel besser geworden seit Ana bei ihnen ist. Sie war auch immer im Zwiespalt, ob sie in der Schweiz bleiben oder wieder zurückgehen sollte nach Kroatien. Schließlich sparten sie und ihr Mann auf ein Haus in ihrer alten Heimat. So wie es jetzt aussieht, wird sie aber nicht wieder zurückgehen, zumal inzwischen auch ihre Kinder in der Schweiz wohnen.
Am Abend begleitet Ruža Ana wieder und beide landen in einem Spielcasino. Ruža will eigentlich gar nicht spielen, doch Ana setzt ihre Jetons einfach beim Roulette und Ruža gewinnt sogar, während Ana selber ihr ganzes Geld schon verspielt hat. Am Ende streiten sich die beiden Frauen und Ruža kann nicht verstehen, warum Ana so sorglos ist und ihr hart erarbeitetes Geld nicht so schätzt wie sie, die sie all die Jahre nur dafür gearbeitet und auch die Einsamkeit dafür ertragen hat. Da erklärt ihr Ana, dass sie auch Angst hätte, aber nicht, ihr Geld zu verlieren, sondern ihr Leben. Ruža ist bestürzt, als sie von Ana erfährt, dass sie Leukämie hat. Kurzerhand bringt sie sie in eine Klinik und bezahlt für die Behandlung, da Ana nicht versichert ist. Doch Ana bleibt nicht und reist in der Nacht per Anhalter in die nächste Stadt.

## Rezeption
Das Fräulein wurde auf verschiedenen Filmfestivals auf der ganzen Welt gezeigt und konnte schweizweit 66.054 Kinobesuche verzeichnen. Der Film wurde 2006 am Filmfestival Locarno mit dem Goldenen Leoparden ausgezeichnet und gewann auch den Hauptpreis des Sarajevo Film Festivals. 2007 erhielt er den Schweizer Filmpreis für das beste Drehbuch.
Natalie Böhler schrieb in Cinema: „Das Fräulein spürt den Auswirkungen der Emigration und des Balkankriegs in den Lebenshaltungen der Frauen nach. Die Existenz im fremden Land fühlt sich an wie eine in der Schwebe: Heimkehren oder Bleiben? (…) Die hervorragenden Schauspielerinnen werden von einer sensiblen Kamera betrachtet, die stets die richtige Distanz zu ihnen findet und harmonisch zusammenwirkt mit einem Schnitt, der jeder Einstellung genau die angemessene Länge gibt.“